# In Our Image
In Our Image è un album in studio del duo musicale statunitense The Everly Brothers, pubblicato nel 1966.

## Tracce
Side 1
1. Leave My Girl Alone (Bernie Baum, Bill Giant, Florence Kaye, Kenny Lynch) – 2:22
2. (Why Am I) Chained to a Memory (Eddie Snyder, Richard Ahlert) – 2:07
3. I'll Never Get Over You (Phil Everly, Don Everly) – 2:09
4. The Doll House is Empty (Howard Greenfield, Jack Keller) – 2:00
5. Glitter and Gold (Barry Mann, Cynthia Weil) – 2:40
6. (You Got) The Power of Love (Delaney Bramlett, Joey Cooper) – 2:37

Side 2
1. The Price of Love (Phil Everly, Don Everly) – 2:07
2. It's All Over (Don Everly) – 2:19
3. I Used to Love You (Sonny Curtis) – 2:15
4. Lovey Kravezit (Inspired by the Columbia Motion Picture The Silencers) (Howard Greenfield, Jack Keller) – 2:37
5. June is as Cold as December (Marge Barton) – 2:52
6. It Only Costs a Dime (Phil Everly, Don Everly) – 1:57